# Девід Вілкінс (яхтсмен)
Девід Вілкінс (30 квітня 1950) — ірландський яхтсмен.
Срібний призер Олімпійських Ігор 1980 року в класі Летючий голандець, учасник 1972, 1976, 1988, 1992 років.